# Hanover Township (Columbiana County, Ohio)
Hanover Township ist eines von 18 Townships des Columbiana Countys im US-Bundesstaat Ohio. Nach der Volkszählung im Jahr 2000 waren hier 3749 Einwohner registriert.

## Geografie
Hanover Township liegt im mittleren Westen des Columbiana Countys im Nordosten von Ohio und grenzt im Uhrzeigersinn an die Townships: Butler Township, Salem Township, Center Township, Franklin Township, East Township im Carroll County, West Township und Knox Township.

## Verwaltung
Das Township wird durch ein Board of Trustees, bestehend aus drei gewählten Mitgliedern, verwaltet. Zwei Personen werden jeweils im Jahr nach der Präsidentschaftswahl gewählt und eine jeweils im Jahr davor. Die Amtszeit dauert in der Regel vier Jahre und beginnt jeweils am 1. Januar. Daneben gibt es noch einen Township Clerk (zuständig für Finanzen und Budget), der ebenfalls im Jahr vor der Präsidentschaftswahl auf eine vierjährige Amtszeit gewählt wird. Dessen Amtszeit beginnt jeweils am 1. April.

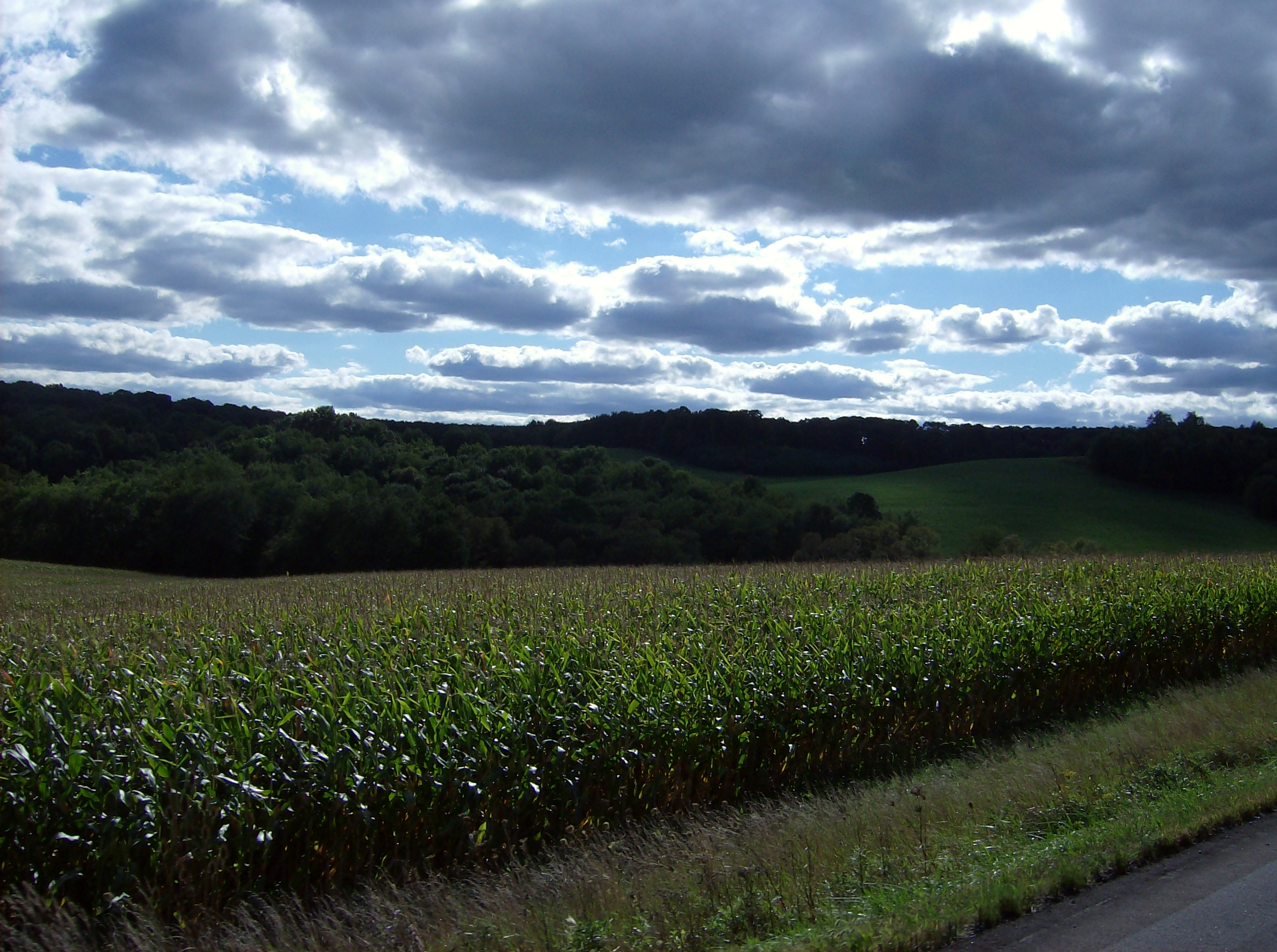
Landschaft im Hanover Township